# Chris Kraus (écrivaine)
Pour les articles homonymes, voir Kraus.
Ne doit pas être confondu avec le réalisateur allemand, Chris Kraus
Œuvres principales
I Love Dick
Chris Kraus (née à New York en 1955) est une écrivaine, réalisatrice, productrice et scénariste américaine.

## Biographie
Chris Kraus est née à New York, mais a passé son enfance dans le Connecticut et en Nouvelle-Zélande. 
Après avoir obtenu un baccalauréat universitaire de l'université Victoria de Wellington (Nouvelle-Zélande), elle travaille en tant que journaliste pendant cinq ans, avant de déménager à New York. Âgée de 21 ans à son arrivée, elle commence à étudier auprès de l'actrice Ruth Maleczech et du metteur en scène Lee Breuer.
Elle est l'auteure des romans I Love Dick, Aliens & Anorexia, Torpor, et Summer of Hate. Dans son premier essai, Video Green, Kraus analyse l'évolution spectaculaire des programmes d'enseignement en art qui ont fait de Los Angeles un centre névralgique de l'art contemporain à partir de la fin des années 1990. 
Elle a réalisé les courts métrages How To Shoot A Crime (1987) et The Golden Bowl, or, Repression (1988) et le long métrage de science-fiction Gravity & Grace (1996).

## Œuvre littéraire

### Romans
- I Love Dick, 1997 I Love Dick, traduit par Alice Zeniter, Paris, Éditions Flammarion, 2016, 269 p.  (ISBN 978-2-08-138678-5) ; réédition J'ai lu no 11849, 2017  (ISBN 978-2-290-13950-9)[4]
- Aliens & Anorexia, 2000
- Torpor, 2006
- Summer of Hate, 2012 Dans la fureur du monde, traduit par Alice Zeniter, Paris, Éditions Flammarion, 2019, 300 p.  (ISBN 978-2-08-145798-0)

### Autres publications
- LA Artland: Contemporary Art from Los Angeles, avec Jan Tumlir et Jane McFadden, 2005
- Video Green, 2006
- Where Art Belongs, 2011
- After Kathy Acker. A Biography, 2017

## Filmographie

### Réalisatrice, scénariste et productrice
- 1986 : Foolproof Illusion (court métrage dont elle n'est pas productrice)
- 1992 : Sadness at Leaving (court métrage)
- 1996 : Gravity & Grace

### Scénariste et productrice
- 2017 : I Love Dick, adaptation par Jill Soloway et Sarah Gubbins pour Amazon Video en une série télévisée de 8 épisodes de 25 min. Scénarios signés Chris Kraus. Acteurs principaux : Kevin Bacon, Kathryn Hahn et Griffin Dunne.

### Réalisatrice uniquement
- 1982 : In Order to Pass
- 1985 : Terrorists in Love (court métrage)
- 1987 : How to Shoot a Crime (court métrage)
- 1988 : The Golden Bowl, or Repression (court métrage)
- 1990 : Traveling at Night (court métrage)